# 対戦車犬

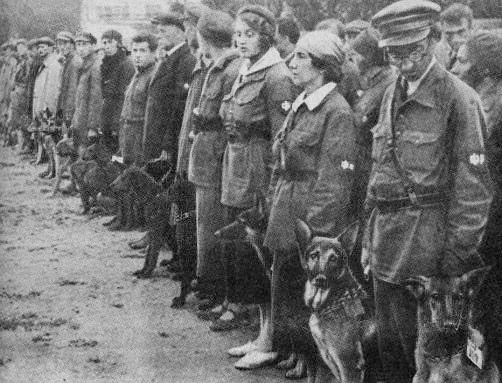
ソ連軍の訓練校の対戦車犬たち。1931年、撮影。

対戦車犬（たいせんしゃけん）とは、第二次世界大戦中に赤軍が考案した対戦車兵器（動物兵器）。別名、戦車犬（せんしゃけん）、爆弾犬（ばくだんけん）、地雷犬（じらいけん）。
ロシア語の Противотанковая собака からの訳語である。英語では Anti-tank dogs、あるいは dog mines （犬地雷）と訳されている。

## 概要
犬の背中に爆薬と起爆スイッチとなる木製レバーを設置し、レバーを垂直に立てた状態で戦車へ走らせる。犬が戦車の下に潜り込んだところで起爆レバーが倒れ、敵戦車を破壊する計画であった。
犬の訓練にはオペラント条件づけを利用した。戦車や装甲車輛の下に犬の餌を置き、空腹の犬が餌を目当てに戦車の下に潜り込むように教え込むというものである。実戦では空腹の犬を敵戦車の前に放つだけで自発的に爆弾を運ぶことが期待されたが、精度は高いとは言い難く、たとえ訓練を積んだ犬といえども、敵戦車が走行する際に発する激しい騒音に怯え、逃げ去ったり自陣に駆け戻り自爆するなど、扱いの難しい兵器であった。また当初、訓練に自軍の戦車を用いたため、それに対する条件反射が成立してしまい、ドイツの戦車は無視して、訓練通りソ連の戦車に向かって突っ込んでしまうという大きな失敗もあった。その後訓練法が改善され、ソ連戦車は主にディーゼルエンジン、ドイツ戦車はガソリンエンジンだったため、ガソリンの臭いに対しての条件反射をすりこんだ。

## 対戦車犬への対抗策
ドイツ軍は対戦車犬を Hundemine（フンデミーネ、ドイツ語で「犬地雷」の意）と呼び、警戒した。小型で高速な犬は戦車砲や機関銃の最低俯角よりも下を移動することから、視認できても攻撃を防ぐことが難しく、脅威であった。対抗策として、戦車に火炎放射器を搭載し、対戦車犬を焼き払うことが試みられた。しかし、警戒のあまり、ただの犬に出くわして、ドイツ軍側がこれを銃撃したため、敵に気付かれ奇襲が失敗したケースもあった。
火炎放射器の攻撃に曝された対戦車犬のうち、何頭かの対戦車犬は訓練通り敵戦車の撃破を果たしているが、動物は本能的に火を恐れるため、ほとんどの対戦車犬は逃走したり、あるいは自陣に舞い戻り自爆するなど、赤軍の被害が拡大していった。
特に1942年に起こった戦闘では、ドイツ軍の火炎放射に放たれた対戦車犬達はパニックに陥り、自陣に逃げ帰って自爆して赤軍部隊に甚大な被害を与え、遂には撤退を余儀なくされるに至った。この一件以降、対戦車犬は実戦の場から姿を消している。

## 他国での事例
1943年にアメリカ軍では、敵の陣地を破壊するために、犬を訓練して爆薬を運ばせる試みが行われた。しかしソ連赤軍と同様に所期の効果は得られず、計画は同年12月に中断された。
イラク戦争の大規模戦闘終結後、2007年頃に反政府武装勢力が爆弾犬を使用している。犬に背負わせた爆薬を無線で遠隔起爆するというものだが、生物を食用以外の目的で殺す行為がイスラムの戒律に反するとして、市民からは批判された。